# Baccharis niederleinii
Baccharis niederleinii là một loài thực vật có hoa trong họ Cúc. Loài này được Heering mô tả khoa học đầu tiên.